# اولوف استاره
اولوف استاره (انگلیسی: Olof Stahre؛ ۱۹ آوریل ۱۹۰۹ – ۷ مارس ۱۹۸۸) سوارکار اهل سوئد بود.
وی در مسابقات کشوری و بین‌المللی در مجموع برندهٔ ۱ مدال طلا، ۱ مدال نقره شده‌است.